# Rábagyarmat
Rábagyarmat (Duits: Rupprecht) is een plaats (község) en gemeente in het Hongaarse comitaat Vas. Rábagyarmat telt 886 inwoners (2001).